# Luis Thayer Ojeda
Luis Thayer Ojeda (Caldera, 1874-Valparaíso, 16 de marzo de 1942) fue un historiador, escritor y genealogista chileno.

## Primeros años de vida
Hijo de Guillermo Thayer Garretón y de Delfina Ojeda Ojeda, Se trasladó muy joven a Santiago junto a su hermano Tomás.
Fue uno de los fundadores de la Sociedad Chilena de Historia y Geografía, interesándose por la prehistoria, la etnología, la arqueología y otras disciplinas afines. De indiscutido prestigio por la profundidad y acuciosidad de sus estudios.

### Matrimionio e hijos
Estaba casado desde 1908 con Laura Arteaga Ureta, siendo padres de Charlotte Thayer Arteaga, Laura Thayer Arteaga, Victoria Thayer Arteaga y William Thayer. Uno de sus bisnietos es el sociólogo Luis Thayer Correa, nieto de William.

## Vida pública
Trabajó en Inspección de Bienes Nacionales, del Ministerio de Hacienda, en la cual su minuciosidad le permitió al Fisco inventariar unas diez mil propiedades que poseía a lo largo del país, patrimonio entonces olvidado.

### Motivaciones
La preocupación por sus parientes, aún lejanos, alimentó tal vez su vocación por los estudios genealógicos, diversas obras sobre los apellidos Thayer, Ojeda y Garretón lo evidencian. Pero, naturalmente el autor no se quedó ahí, publicó innumerables artículos sobre muchas familias chilenas, presentando al Segundo Congreso Científico Panamericano de Washington D. C. (1915-1916), su estudio sobre el Origen de los apellidos en Chile.

### Áreas de interés
Junto a su hermano Tomás Thayer Ojeda, su inquietud científica y social, lo aventuró en temas de física, química, filosofía, política, pedagogía, etc. Colaboró en varias revistas, diarios y periódicos, con artículos históricos y genealógicos, como también muchas leyendas. Usaba los pseudónimos C. de Waldeck, Luis de Tenemburgo, Pascual Polilla, Osperry, Julio de Stach, Enrique Sheuck y Luis de Bohemia.

## Novedad en sus obras
Luis Thayer Ojeda, como muchos de sus coetáneos en Chile, escribieron y publicaron sin los auxilios que hoy en día son comunes en los medios académicos y universitarios, por eso no hay mención editorial en sus obras, publicadas por él y su hermano, y en tiradas restringidas, dado su exclusivo interés científico. Fue además, un notable compositor musical y hábil dibujante a pluma.
Preparaba algunos apuntes sobre la familia Arteaga, cuando lo sorprendió la muerte el 16 de marzo de 1942.

## Algunas obras
- Origen de los nombres de las calles de Santiago de Chile (1904).
- Navarros y Vascongados en Chile (1904).
- Familias Chilenas (1905).
- Narraciones Históricas (1905).
- El General Francisco de la Lastra (1905).
- Apuntes Genealógicos (1911).
- Elementos étnicos que han intervenido en la población de Chile (1919).
- Razas primitivas de la península ibérica (1919)
- Ensayo de traducción del plomo de Alcoy (1912).
- La Geografía premediterranea (1927).
- Los idiomas latinos ¿proceden de una lengua Íbero-ligur? (1927).
- Ensayo de cronología mitológica (1928).
- En la Atlántida pervertida (1928).
- Familia Garretón (1933).
- En el mundo en ruinas (1935).

## Homenajes
- Existe una calle con su nombre en Providencia.
- En la misma comuna existe un colegio Filólogo Luis Thayer Ojeda.